# LOVE MATHEMATICS
「LOVE MATHEMATICS」（ラブ マスマティックス）は、Base Ball Bearの8枚目のシングル。

## 解説
- 前作「changes」から約8ヶ月ぶりのリリースとなる2009年第1弾シングル。
- 初回生産限定盤には、「ツアー先行予約情報」同梱。
- 本作で、初のオリコン週間シングルチャートTOP5入りを果たした。

## 収録曲
- 全作詞・作曲：小出祐介、全編曲：Base Ball Bear

1. LOVE MATHEMATICS
  - テレビ東京系『JAPAN COUNTDOWN』2008年12月度エンディングテーマ
  - 元々はアルバム曲として制作されたものであり、シングルとして作られた楽曲ではなかった。
  - PVは、アニメーションとメンバーによる演奏シーンを組み合わせたもの。バンドとしては、PVにアニメーションを使用したのは初めてである。
  - 3rdアルバム『(WHAT IS THE)LOVE & POP?』、ベストアルバム『バンドBのベスト』・『増補改訂完全版「バンドBのベスト」』収録
2. SCHOOL GIRL FANTASY
  - 2008年に配信限定でリリースされていた楽曲。「LOVE MATHEMATICS」と同じ時期に作られた。
3. 若者のゆくえ（弦楽グラデュエーションver.）
  - PV集『映像版『バンドBについて』第一巻』のエンドロールとして使われた楽曲の別バージョン。オリジナルバージョンはベストアルバム『バンドBのベスト』に収録されている。